# فولفغانغ شراير
فولفغانغ شراير (بالألمانية: Wolfgang Schreyer) (و. 1927 – 2017 م) هو كاتب سيناريو، وكاتب ألماني، ولد في مغدبورغ، كان عضوًا في الحزب النازي، توفي عن عمر يناهز 90 عاماً.

## جوائز
حصل على جوائز منها:

جائزة هاينريش مان ‏ (1956)

## وصلات خارجية
- فولفغانغ شراير على موقع IMDb (الإنجليزية)
- فولفغانغ شراير على موقع قاعدة بيانات الفيلم (الإنجليزية)
- فولفغانغ شراير على موقع كينوبويسك (الروسية)
- فولفغانغ شراير في قاعدة بيانات الأفلام على الإنترنت